# Evangelisch-Lutherisches Dekanat Weilheim in Oberbayern
Das Evangelisch-Lutherische Dekanat Weilheim ist eines der achtzehn Dekanate des Kirchenkreises Schwaben-Altbayern der Evangelisch-Lutherischen Kirche in Bayern. Bis zu dessen Fusion gehörte es dem Kirchenkreis München und Oberbayern an. Am 1. Juli 2019 wurde Jörg Hammerbacher Dekan. Er folgt Axel Piper nach, der zum 1. Januar 2019 das Amt des Regionalbischofs im Kirchenkreis Augsburg übernahm.

## Geografie und Geschichte
Das Dekanat wurde 1948 durch Ausgliederung aus dem Dekanat Ingolstadt gegründet. Der Dekanatsbezirk ist recht groß und umfasst 16 Kirchengemeinden in den Landkreisen Weilheim-Schongau, Landsberg am Lech, Starnberg und Garmisch-Partenkirchen. Er reicht vom Nordufer des Starnberger Sees (Berg und Starnberg) bis nach Mittenwald, von Kaufering und Landsberg bis nach Penzberg. 
Die Gemeinden sind flächenmäßig und zahlenmäßig groß. Diejenigen Ortschaften, die durch Zuzug groß geworden sind, kennen keine alten Traditionen. Um die Gemeinden des Dekanats in ihrer Arbeit zu unterstützen, gehören zum Dekanat weitere soziale Einrichtungen: ein Erwachsenenbildungswerk, ein Diakonisches Werk mit Beratungsstellen, ein Jugendwerk und eine Verwaltungsstelle.

## Kirchengemeinden

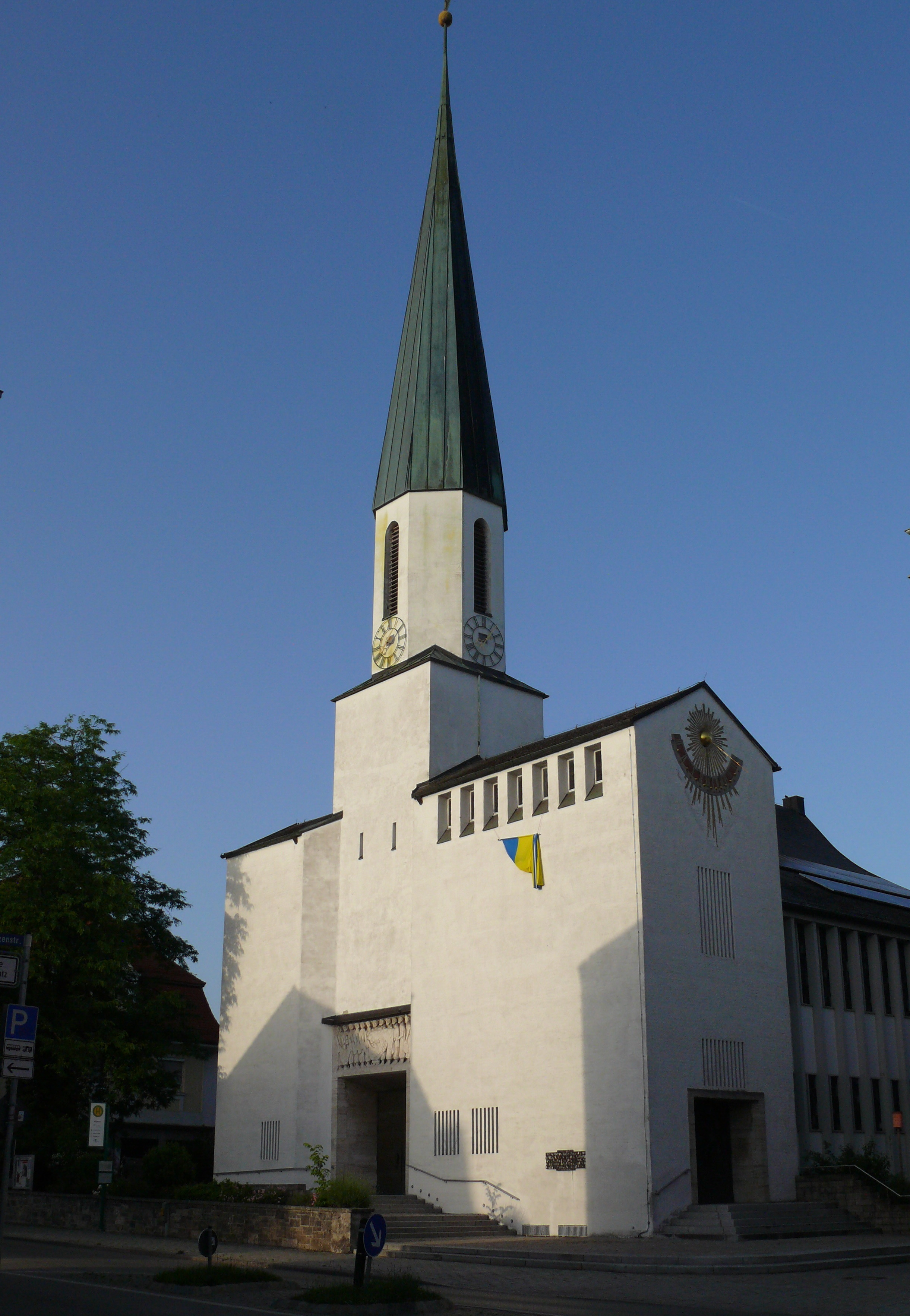
Apostelkirche in Weilheim

Zum Dekanatsbezirk Weilheim gehören 16 Kirchengemeinden, in denen 50.000 Gemeindeglieder leben.
- Berg, St. Johannes
- Dießen-Utting, Friedenskirche
- Feldafing-Pöcking, Heilig-Geist-Kirche
- Garmisch-Partenkirchen, Johanneskirche
- Kaufering, Pauluskirche
- Landsberg am Lech, Christuskirche
- Mittenwald, Dreifaltigkeitskirche
- Murnau am Staffelsee, Christuskirche
- Oberammergau, Kreuzkirche
- Peißenberg, Friedenskirche
- Peiting, Christuskirche
- Penzberg, Martin-Luther-Kirche
- Schongau, Dreifaltigkeitskirche
- Starnberg, Friedenskirche
- Tutzing, Christuskirche
- Weilheim in Oberbayern, Apostelkirche

## = Einzelnachweise
1. ↑  Oskar Daumiller: Südbayerns evangelische Diaspora in Geschichte und Gegenwart. München 1955, S. 85.